# Михайловка (Мокшанский район)
Михайловка — село в Мокшанском районе Пензенской области России. Входит в состав Плесского сельсовета.

## География
Село находится в северной части Пензенской области, в пределах Сурско-Мокшанской возвышенности, в лесостепной зоне, на правом берегу реки Мокши, при автодороге М5, на расстоянии примерно 5 километров (по прямой) к северо-западу от рабочего посёлка Мокшан, административного центра района. Абсолютная высота — 180 метров над уровнем моря.

### Климат
Климат характеризуется как умеренно континентальный, с холодной продолжительной зимой и тёплым летом. Среднегодовая температура воздуха — 4,6 °C. Средняя температура воздуха самого тёплого месяца (июля) — 19 °C; самого холодного (января) — −13 °C. Безморозный период длится 150 дней. Продолжительность вегетационного периода — в среднем 144 дня. Среднегодовое количество атмосферных осадков варьируется от 480 до 500 мм, из которых большая часть выпадает в тёплый период. Снежный покров устанавливается в конце ноября и держится в течение 141 дня.

### Часовой пояс
Село Михайловка, как и вся Пензенская область, находится в часовой зоне МСК (московское время). Смещение применяемого времени относительно UTC составляет +3:00.

## Население
| 1710  | 1719  | 1782  | 1864  | 1897  | 1910  | 1926  |
| ----- | ----- | ----- | ----- | ----- | ----- | ----- |
| 443   | ↗444  | ↗1510 | ↗1573 | ↗2111 | ↗2310 | ↗2352 |
| 1930  | 1939  | 1959  | 1979  | 1989  | 1996  | 2002  |
| ↗2587 | ↘1565 | ↘957  | ↘655  | ↘457  | ↘420  | ↘360  |
| 2010  |       |       |       |       |       |       |
| ↘320  |       |       |       |       |       |       |

### Национальный состав
Согласно результатам переписи 2002 года, в национальной структуре населения русские составляли 95 % из 360 чел.